# Country Four
Country Four var en svensk sång- och musikgrupp som hade framgångar under 1960-talet. De spelade en sorts mjukpopcountry med inslag av visa. Repertoaren bestod mest av svenska översättningar av amerikanska låtar likväl som Olle Adolphsson-tolkningar.

## Historik
Country Four ”skapades” av musikförläggaren Per-Anders Boquist (pseudonym: ”Patrik”). Han hade börjat i skivbranschen 1955 och skrev en del av Country Fours skivmaterial. 1966 startade han tillsammans med sin bror Jan Boquist skivbolaget Amigo. Country Four följde med från Scan-Disc till Amigo. Första utgåvan blev temat Lara's Theme från filmen Doktor Zjivago, och blev på svenska ”Nånstans, nångång”. Denna singel såldes i 40 000 exemplar.

## Medlemmar
Kerstin Dahl kom från Råneå i Norrbotten, där hon varit damfrisörska, men ville satsa på en sångkarriär i Stockholm. Hon kom bland annat med i radioserien Refrängen, där hon sjöng i kören. I samma kör ingick Hasse Eriksson (Thomas ”Orup” Erikssons far), Stig "Stickan" Emanuelsson, violin, samt Nisse Nilsson, piano och sång. Under vintern 1965 valde Hasse och Stig att lämna gruppen. Nya medlemmar blev Gert Avelin (ersattes 1968 av Lars Rune Jäverbrant) och Pierre Isacsson. Country Four lades ner under 1969, och den sista spelningen ägde rum i Knivsta den 13 september 1969.

## Svensktoppsplaceringar
Första LP:n släpptes under 1966 och föregicks av flera singlar. Av skivans 10 låtar släpptes över fem singlar och fyra EP:s. Redan tidigt på hösten 1965 gavs den första singeln ut, alltså långt innan LP:n var ute.
Tillgängliga inspelningar som legat på Svensktoppen kan nås på www.svensktoppen.se och därefter anges önskat datum. Inspelningar som det går att lyssna på från Svensktopplistan noteras * i tabellen eller källa 1 ”En sida om Pierre Isacsson”, adress; se källförteckningen nedan och noteras som # i tabellen. Inspelningar av låtar som finns på YouTube är markerade med Y.               
| Titel                     | Antal veckor | Kom in på listan | Åkte ut från listan | Bästa placering | Datum vid bästa placering                                        |
| ”Du är det allra käraste” | 18           | 4 sep 1965       | 22 jan 1966         | 1               | 25 sep, 3 okt,16 okt,30 okt,6 nov,13 nov,20 nov,27 nov och 4 dec |
| ”Vår lilla värld”         | 4            | 27 nov 1965      | 18 dec 1965         | 4               | 27 november                                                      |
| ”Ann-Cathrin”             | 2            | 30 juli 1966     | 6 aug 1966          | 5               | 30 juli                                                          |
| ”Timmen blå”              | 16           | 20 aug 1966      | 3 dec 1966          | 3               | 20 aug och 28 aug                                                |
| ”Nånstans, nångång”       | 11           | 21 jan 1967      | 1 april 1967        | 2               | 21 jan, 28 jan, 4 feb, 11 feb och 18 feb                         |
| ”Minns i november”        | 3            | 8 april 1967     | 22 april 1967       | 5               | 8 april                                                          |
| ”Vägen till morgonstad”   | 5            | 28 maj 1967      | 25 juni 1967        | 6               | 28 maj                                                           |
| ”Glöm bort allt dumt”     | 1            | 6 aug 1967       | 6 aug 1967          | 7               | 6 aug                                                            |
| ”Små ord av kärlek”       | 2            | 15 okt 1967      | 22 okt 1967         | 6               | 15 okt                                                           |
| ”En vänlig vind”          | 1            | 4 feb 1968       | 4 feb 1968          | 8               | 4 feb                                                            |
| Råd till dej – och mej”   | 1            | 5 maj 1968       | 5 maj 1968          | 10              | 5 maj                                                            |
| ”Vilken härlig dag”       | 1            | 7 juli 1968      | 7 juli 1968         | 10              | 7 juli                                                           |

## Diskografi

### Album
| Låtnummer | Låtnamn                 |
| 1         | Hjärtats saga           |
| 2         | Lite solsken varje dag  |
| 3         | Timmen blå              |
| 4         | Vår lilla värld         |
| 5         | Du är det allra käraste |
| 6         | Nu grönskar det         |
| 7         | Dagdröm                 |
| 8         | Rönnbärsblom i maj      |
| 9         | Att vara din            |
| 10        | Ann-Cathrine            |

| Låtnummer | Låtnamn                   |
| --------- | ------------------------- |
| 1         | Glöm bort allt dumt       |
| 2         | När du kom                |
| 3         | Visa vid vindens ängar    |
| 4         | Exodus                    |
| 5         | Det här är mitt land      |
| 6         | Vägen till morgonstad     |
| 7         | Det går vind över fjärden |
| 8         | Guantamanera              |
| 9         | Fröken Blyg               |
| 10        | Minns i november          |
| 11        | Camp                      |

| Låtnummer | Låtnamn                           |
| --------- | --------------------------------- |
| 1         | Jag ska älska dej alla mina dar   |
| 2         | En vänlig vind                    |
| 3         | Snälla Bosse                      |
| 4         | Många drog ut men få kom hem igen |
| 5         | Charad                            |
| 6         | Råd till dej – och mej            |
| 7         | Jag vill vara fri                 |
| 8         | Idag                              |
| 9         | Små ord av kärlek                 |
| 10        | Post festum                       |
| 11        | Ungdomens stad – Gamla stan       |
| 12        | Gör det med musik                 |

### Samlingsskivor
·      Country Fours bästa
·      Country Four (Excellent) (Utgiven ca 1970)

### EP-skivor
·     Dagdröm (Daydream)
·     Lite solsken varje dag (Little sunshine)
·     Ann-Cathrin (Walk Right In)
·     Hjärtats saga, (Scan Disc SCD 45 (P) 1966)

### Singlar
·      Du är det allra käraste/Att vara din (Scan-Disc 1965)
·      Timmen blå/Nu det grönskar (Scan-Disc)
·      Hjärtats saga/Lite solsken varje dag (Scan-Disc)
·      Du är den allra käraste/Att vara din/Vår lilla värld/Rönnbärsblom i maj (Scan-Disc)
·      Dagdröm/Lite solsken varje dag/Ann-Cathrin/Hjärtats saga (Scan-Disc)
·      Nånstans, nångång/När du kom (Amigo 1966)
·      Nånstans, nångång/När du kom/Guantanamera/Minns i november (Amigo 1966)
·      Vägen till morgonstad/Det går vind över fjärden/Fröken Blyg/Camp (Amigo 1967) 
·      Vägen till morgonstad/Det här är mitt land (Amigo 1967)
·      Små ord av kärlek/Många drog ut men få kom hem igen (Amigo 1967)
·      Jag ska älska dej i alla mina dar/En vänlig vind (Amigo 1967)
·      Råd till dej – och mej/Jag vill vara fri/Idag/Ungdomens stad - Gamla stan (Amigo 1968)   
·      Natten har tusen ögon/Vilken härlig dag (Amigo 1968)                                                                                                                                                                                                                                           
·      I´ll be your baby tonight/I still wonder why (Amigo 1968)
·      Jag ser en liten fågel/Vi ska gå på zoo (Amigo 1968)
·      Ge mig plats i din värld/Sommarskymning (Amigo 1969)
·      Vi är alla barn i början/Drömmarnas ö (Amigo 1969)